# Landherrenschaft der Marschlande

Hamburger Landgebiet nach 1830:
Vorstädte St. Pauli und St. Georg
Landherrenschaft der Geestlande
Landherrenschaft der Marschlande
Amt Bergedorf (bis 1867 gemeinsam mit Lübeck)
nicht im Bild: Amt Ritzebüttel (hamburgische Exklave an der Elbmündung)

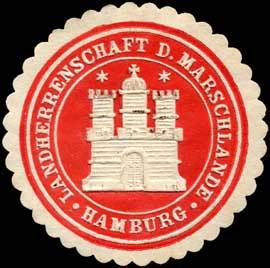
Siegelmarke Landherrenschaft der Marschlande

Die Landherrenschaft der Marschlande war ein Verwaltungsbezirk im früheren Hamburger Landgebiet. Sie wurde im frühen 15. Jahrhundert als Landherrenschaft von Bill- und Ochsenwärder gebildet und umfasste von Anfang nicht nur die heute so bezeichneten Stadtteile, sondern den Großteil der hamburgischen Marschlande. Nach dem Gottorper Vergleich kamen im 18. Jahrhundert mehrere Elbinseln im Gebiet des heutigen Hamburger Hafens hinzu. Nach dem Ende der Franzosenzeit wurde sie 1830 im Zuge einer größeren Gebietsneuordnung unter Einbeziehung des Grasbrooks in Landherrenschaft der Marschlande umbenannt.
1926 wurde sie mit den drei übrigen Landherrenschaften (Geestlande, Bergedorf, Ritzebüttel) zu einer Landherrenschaft Hamburg zusammengefügt.

## Gebietsbestand
Nach dem Reglement von 1833 umfasste die Landherrenschaft folgende „Landschaften und Districte“: Billwärder an der Bille mit Nettelnburg, Allermöhe, Moorfleth, Billwärder Ausschlag, Reitbrook, Ochsenwärder mit Spadenland und Tatenberg, Krauel, Moorwärder, Moorburg mit der kleinen Kattwyk und Ellerholz, Finkenwärder, großer und kleiner Grasbrook, Dradenau, Waltershof, Mühlenwärder, Roß, Schrevenhof, Müggenburg, Niedernfelde, Klütjenfeld, große und kleine Veddel, Peute und (Kalte) Hofe.
Nach Inkrafttreten der Landgemeindeordnung von 1871 gehörten der Landherrenschaft die Gemeinden Allermöhe, Billwärder an der Bille, Finkenwärder, Moorburg, Moorfleth, Moorwärder, Ochsenwärder, Ost-Krauel, Spadenland, Tatenberg und die Vogtei der Elbinseln an.
Am 14. April 1875 wurde die Ortschaft Ost-Krauel von der Landherrenschaft der Marschlande in die Landherrenschaft Bergedorf umgegliedert.
Die Veddel wurde am 22. Juni 1894 in die Stadt Hamburg eingemeindet.
1913 wurde Billbrook aus der Gemeinde Billwerder ausgegliedert und als Stadtteil nach Hamburg eingemeindet.
1919 wurde Finkenwerder aus der Landherrenschaft ausgegliedert und zum Vorort erhoben.

## Verbleib der Gemeinden
Alle Gemeinden der Landherrenschaft gehören aufgrund des Groß-Hamburg-Gesetzes seit dem 1. April 1938 zur Freien und Hansestadt Hamburg.